# Kicki Ilander
Eva Kristina Ilander, detta Kicki (Linköping, 8 settembre 1957), è una costumista svedese.

## Biografia
Ha cominciato la sua carriera negli anni ottanta, lavorando come attrezzista a film quali Åke och Hans värld (1984) e Sacrificio (1986) di Andrej Tarkovskij. Il suo primo film da costumista dopo alcuni anni da scenografa è stato Pelle alla conquista del mondo (1987), l'inizio di una lunga serie di collaborazioni con la scenografa Anna Asp.
Ha vinto quattro volte il Premio Guldbagge per i migliori costumi. Nel 2023 ha ricevuto un European Film Award per i costumi di Bastarden.

## Filmografia parziale

### Cinema
- Pelle alla conquista del mondo (Pelle Erobreren), regia di Bille August (1987)
- Vargens tid, regia di Hans Alfredson (1988)
- Sebastian, regia di Svend Wam (1995)
- Bert - Den siste oskulden, regia di Tomas Alfredson (1995)
- Fyra nyanser av brunt, regia di Tomas Alfredson (2004)
- Arn - L'ultimo cavaliere (Arn - Tempelriddaren), regia di Peter Flinth (2007)
- Beyond (Svinalängorna), regia di Pernilla August (2010)
- Monica Z, regia di Per Fly (2013)
- Il centenario che saltò dalla finestra e scomparve (Hundraåringen som klev ut genom fönstret och försvann), regia di Felix Herngren (2013)
- La figlia della sciamana (Skammerens datter), regia di Kenneth Kainz (2015)
- Den allvarsamma leken, regia di Pernilla August (2016)
- Borg McEnroe, regia di Janus Metz (2017)
- Halvdan - Il giovane vichingo (Halvdan Viking), regia di Gustaf Åkerblom (2018)
- La figlia della sciamana II - Il dono del serpente (Skammerens datter II: Slangens gave), regia di Ask Hasselbalch (2019)
- Nelly Rapp - Agente antimostri (Nelly Rapp - Monsteragent), regia di Amanda Adolfsson (2020)
- La terra promessa (Bastarden), regia di Nikolaj Arcel (2023)

### Televisione
- Wallander – serie TV, 13 episodi (2009-2010)
- Omicidi tra i fiordi (Fjällbackamorden) – serie TV, 6 episodi (2012-2013)

## Riconoscimenti
- European Film Awards
  - 2023 – Migliori costumi per Bastarden
- Premio Guldbagge
  - 2008 – Migliori costumi per Arn - L'ultimo cavaliere
  - 2014 – Migliori costumi per Monica Z
  - 2015 – Candidatura ai migliori costumi per Tjuvarnas jul: Trollkarlens dotter
  - 2017 – Migliori costumi per Den allvarsamma leken
  - 2018 – Candidatura ai migliori costumi per Borg McEnroe
  - 2021 – Migliori costumi per Nelly Rapp - Agente antimostri
- Premio Robert
  - 2016 – Migliori costumi per La figlia della sciamana
  - 2024 – Candidatura ai migliori costumi per Bastarden